# 天田愚庵

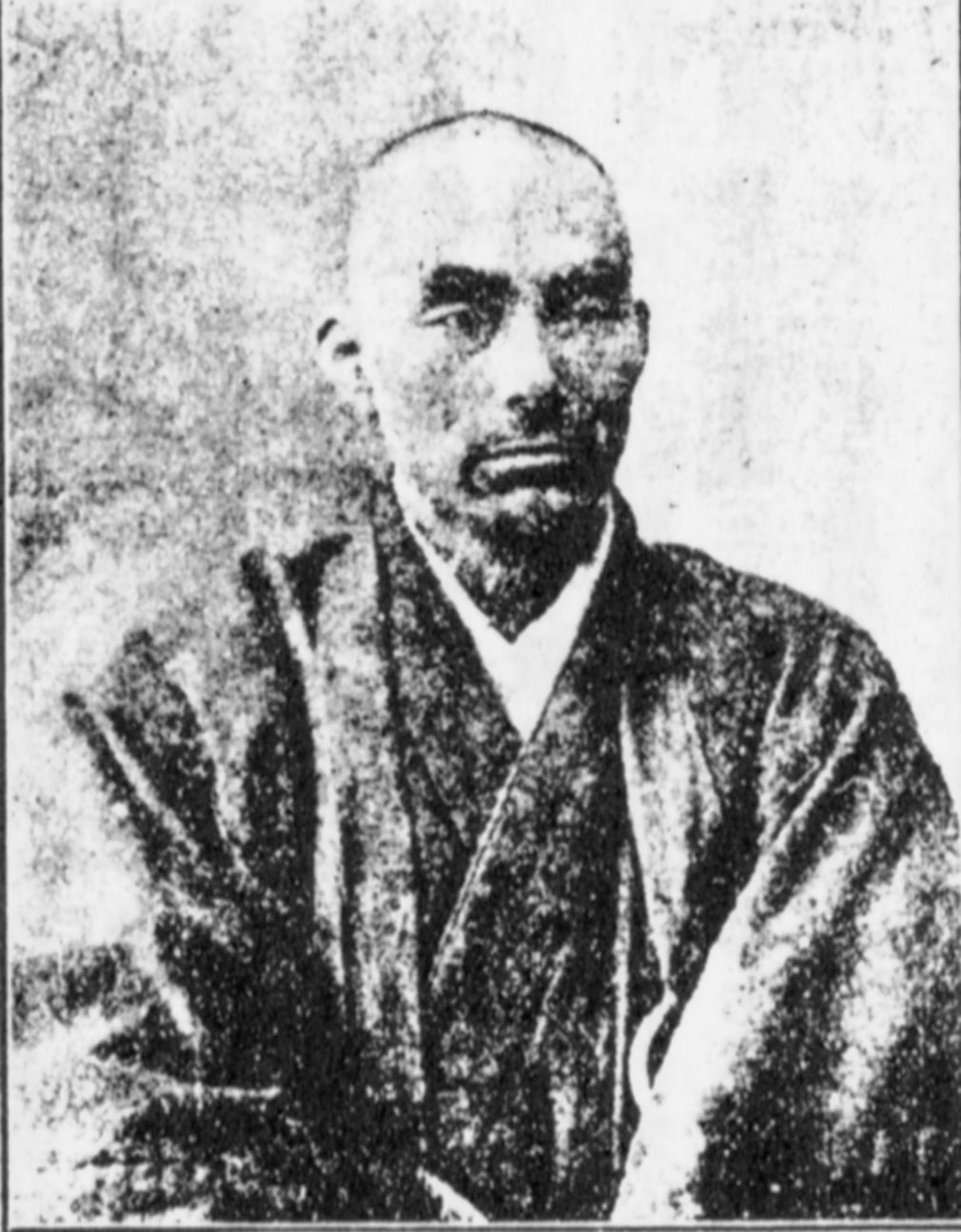
天田愚庵

天田 愚庵（あまだ ぐあん、嘉永7年7月20日（1854年8月13日） - 明治37年（1904年）1月17日）は、禅僧で歌人。平藩藩士の家に生まれた。
本名、天田五郎、1881年から1884年まで山本五郎（山本鉄眉）。漢詩や和歌に優れ、俳人正岡子規と交流があった。清水次郎長の養子。次郎長の伝記『東海遊侠伝』を著した。

## 生涯
1854年（嘉永7年）、父・磐城平藩士・甘田平太夫、母で同藩医の娘・浪の5男として誕生。幼名を久五郎。兄弟は多かったが、いずれも夭折し久五郎15歳の時は長兄・善蔵、妹・延の2人だけであった。
1868年（明治元年）、戊辰戦争において磐城国も戦場となると、兄・善蔵が出陣し父は残る家族を連れて中山村に疎開するが、のち久五郎も戦場に赴いた。平城は間もなく陥落し、久五郎は仙台へ落ち延びるが、父母らが行方不明となる。平に帰藩し謹慎を命ぜられ、翌年その命を解かれ、藩校・佑賢堂に入校。猪瀬伝一、伊藤祐之らの知友を得る。
1871年（明治4年）秋、伊藤と共に上京、神田駿河台のニコライ神学校に入る。1872年（明治5年）に縁あって正院の役職にあった小池詳敬の食客となり、その紹介により山岡鉄舟の門下となり、また落合直亮について国学を学ぶ。1874年（明治7年）、小池に伴われ東海道・中国・九州を歴訪するが、長崎滞在中に佐賀の乱が起こり、その一味と誤認されて牢に繋がる。獄中で歌人の丸山作楽と出遭い、短歌と国学を学ぶ。同年、台湾問題を巡る清国との対立で、憂国の士を求めて九州に至り、博多にて薩摩出身の鮫島高朗と出会い、その紹介により桐野利秋のもとに身を寄せる。1877年（明治10年）の西南戦争後、司法学校生・陸羯南や大岡育造らと交わる。同年秋に小池詳敬が死去すると、遺族6人を京都の親戚に送り届け、北陸方面に父母妹の行方を探索しながら帰京した。
翌1878年（明治11年）、日頃の軽挙妄動を戒められ、鉄舟の勧めで侠客・清水次郎長に預けられた。しかし、1879年（明治12年）5月、父母を探す目的から旅回りの写真師となるため鉄舟を保証人として写真師・江崎礼二の門下生となる。小田原で写真店を開業、本州を回るも手がかりなかった。1881年（明治14年）、次郎長の懇請と鉄舟の勧めで次郎長（山本長五郎）の養子となり、山本五郎、鉄眉と号す。次郎長の経営する富士山裾野の開墾事業の監督を務めるなど尽力するも、事業は不振を極めて閉鎖、1884年（明治17年）には次郎長の数奇な生涯を描いた『東海遊侠伝』を出版、次郎長の名が全国に知れ渡るきっかけを作った。同年、その養子を辞し、旧姓天田に復すと共に鉄舟の世話で有栖川宮に奉職。2年後同宮を辞し、大阪内外新報社に入社した。

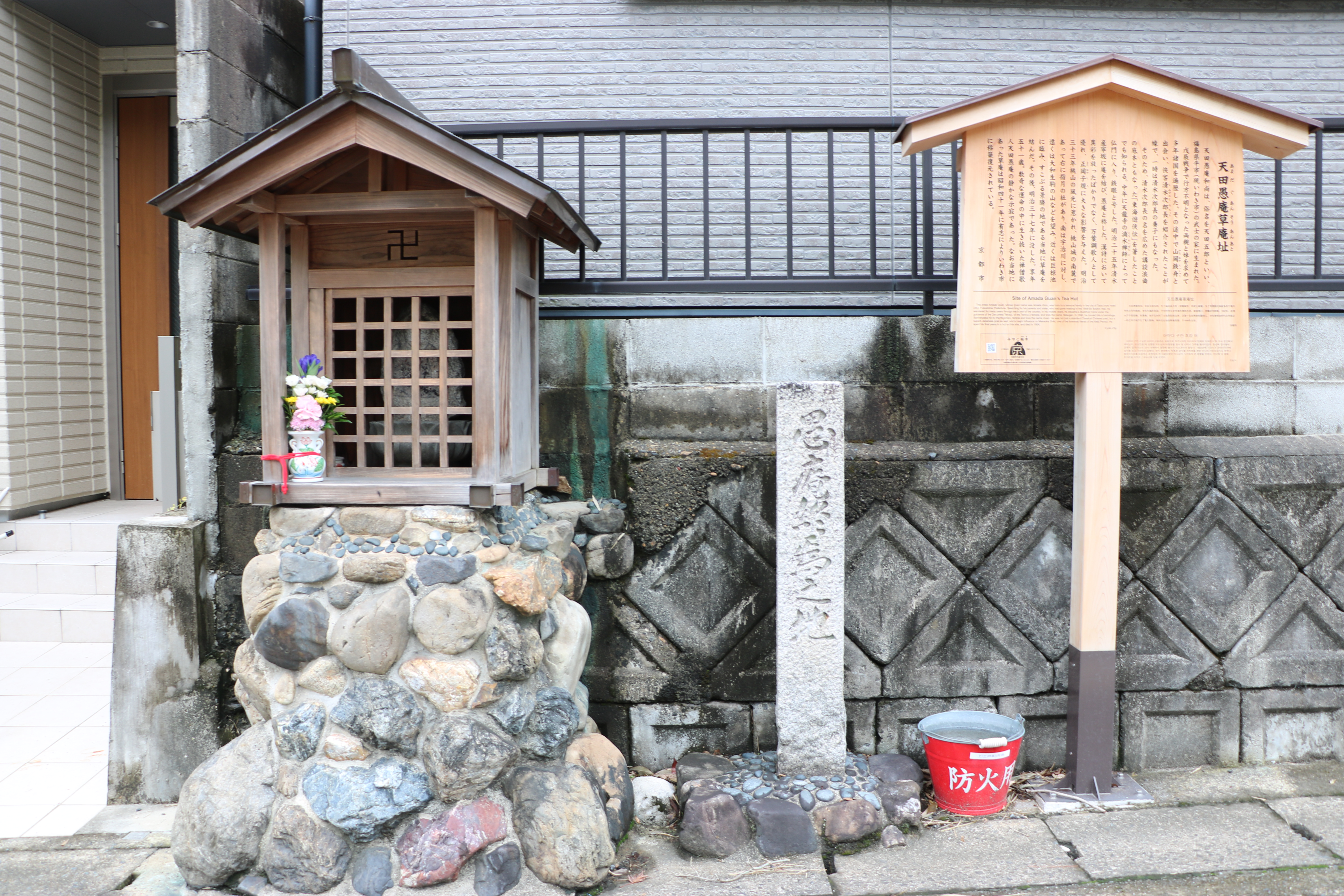
伏見桃山にある愚庵終焉の地の石碑。2018年9月撮影。

その後、鉄舟の紹介で京都林丘寺の滴水禅師の許で日曜毎に参禅し、1887年（明治20年）、得度を受け禅僧となり、鉄眼と称す。1888年（明治21年）、鉄舟が死去すると追善大法会を京都相国寺で開いた。1892年（明治25年）春、京都清水産寧坂に草庵が完成し移る。この庵を愚庵と名付け、自らも愚庵と号した。その由縁は剃髪の際滴水禅師より与えられた偈文「小智を認ることなかれ、須く大愚に至るべし」から来ている。1893年（明治26年）秋から冬にかけ西国巡礼に出発、この経緯が『巡礼日記』に綴られ、翌年日本新聞社より出版される。
1895年（明治28年）京都から桂湖村が天田愚庵の柿を正岡子規のもとに持参したときに、返礼として俳句を贈ったが、愚庵より歌人には和歌を以て返答すべきと言われ、改めて歌を贈った。子規への愚庵からの影響は深さ、広がりともにどの程度かは分からない。ただ、子規の革新運動における俳句拡散論が変化を見せた点と愚庵との関わりは象徴的に語られる。1896年（明治29年）、子規を病床に見舞い、1900年（明治33年）には品川弥二郎と伏見桃山で観梅した。その年、新庵を同所に竣工（なお、この庵は荻原井泉水らにより、1966年に福島県いわき市に移築復元された）。
その後、病床に伏すようになり、1904年（明治37年）1月遺偈と辞世歌、遺言覚書を書し、17日法弟策堂、実堂の2人に読経させ終わらぬうちに死去した。享年51（満49）。墓は京都市右京区嵯峨北堀町の鹿王院。

## 逸話
通じぬ言葉
平城陥落後の逃避行の山中で、5-6人の侍に「イスか」「イスか」と問われ、久五郎は何のことか分からず戸惑っていると彼らは再び「イスか」と問い直し、返答がないと一斉に刀を抜いた。それは仙台藩士たちであることに気付き「平藩だ」と叫んだ久五郎は、このとき初めて同盟軍内で決められていた敵味方識別の合言葉が「石」であることを思い出した。「イス」は「石」の訛り言葉だったのである。
女狐の妖言
新聞社員の頃巫女の占いで「母妹が山形にいなさる」と告げられ、居ても立ってもいられぬ五郎はその地に出掛けて尋ね回ったが手掛かりはつかめなかった。知り合いの山形県警察部長をしていた鮫島羌に「豪気大胆で聞こえた君が女狐の妖言に誑かされるとは面白い」と揶揄され、己の不甲斐なさを悔いたという。
西国巡礼と寄進者名簿
西国巡礼に先立ち愚庵は一人3銭3厘の喜捨を求め、合計51円50銭の浄財が集まった。寄進者名簿には品川弥二郎の筆で「冥土吉田松陰、久坂玄瑞、高杉晋作…」などの名が書き連ねてあったという。

## 辞世の歌
大和田に島もあらなくに梶緒たえ　漂ふ船の行方知らずも

## 栄典
- 1885年（明治18年）2月6日 - 正七位[5]

## 著作
- 『東海遊侠伝』（1884年刊行）
- 『巡礼日記』（1894年刊行）
- 『愚庵全集』（1928年刊）

## 参考書籍
- 『歌人天田愚庵の生涯』（堀治良著）同朋舎出版
- 『天田愚庵－自伝と順礼日記－』（高藤武馬著）古川書房
- 『歌僧天田愚庵巡礼日記を読む』（松尾心空著）すずき出版